# سای² خرچنگ
سای² خرچنگ یک ستاره است که در صورت فلکی خرچنگ قرار دارد.